# Ernest Rude
Ernest Rude (Drammen, 23 gennaio 1871 – Oslo, 22 marzo 1948) è stato un fotografo norvegese.

## Biografia
Figlio del fotografo Christoffer Gade Rude (1839–1901) e di Andrea Elise Geelmuyden (1839–1920) proseguì la formazione fotografica in Germania.
Il padre fondò l'azienda fotografica nel 1865 a Christiania (divenuta in seguito Oslo) e nel 1905 divenne una delle fornitrici ufficiali del Regno. Rude rilevò l'azienda di famiglia nel 1907 assieme a Frederik Hilfling-Rasmussen con il nome "Rude & Hilfling", ma tre anni dopo Hilfling-Rasmussen si recò a Trondheim e l'azienda, trasformata in "Atelier Ernest Rude", venne gestita da Ernest fino alla sua morte, anche se dal 1943 associò anche Andreas Thorsrud, il quale, alla sua morte nel 1948, la rilevò e proseguì con il vecchio nome, assieme ai figli Terje e Lars Martin. Quest'ultimo nel 1963 cambiò il nome in "Rude Foto" ed andò avanti per anni, quando nel 1990 l'attività venne acquisita dalla Japan Photo, chiudendola definitivamente nel 2006.
Come fotografo Rude era conosciuto soprattutto per la fotografia di ritratti. Rude ha lavorato anche con la fotografia teatrale al Norwegian Theatre insieme al fotografo norvegese John Olav Riise.
Fu presidente dell'Associazione norvegese dei fotografi professionisti dal 1912 al 1927 e ne divenne membro onorario nel 1946. Fu anche membro onorario delle associazioni svedese e danese e fu nominato Cavaliere dell'Ordine del Dannebrog nel 1925. In uno dei musei di Oslo viene conservato l'archivio dell'atelier precedente al 1952.

## Vita privata
Sposò Margrethe Arneberg (1876–1954) ed ebbe i figli Ingerid, Rolf (1899–1971) che è stato un noto pittore in patria, Alfhild, Kari e Aase.
Suo nipote, Finn Støren (1893-1962), fu un uomo d'affari e un collaborazionista col governo fantoccio nazista di Vidkun Quisling che, al termine del conflitto mondiale, fu incarcerato ma nel 1947 riuscì ad evadere e a raggiungere Buenos Aires, dove morì anni dopo.

## Galleria d'immagini

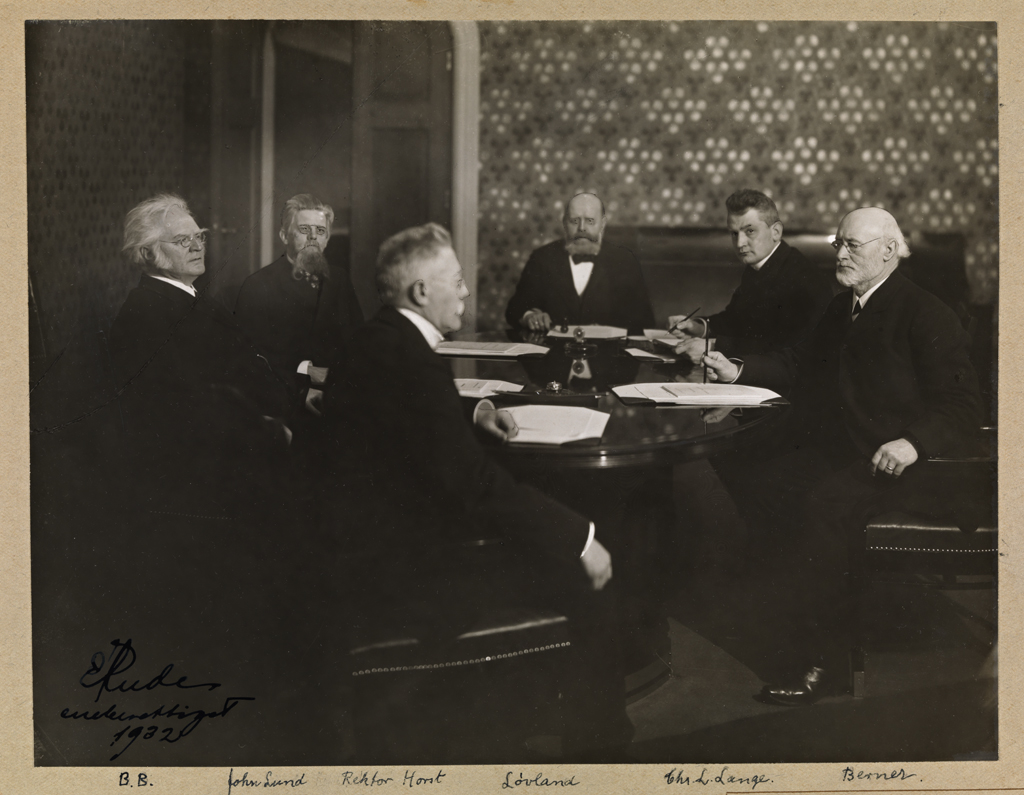
Prima riunione del Comitato norvegese del Premio Nobel, 1897
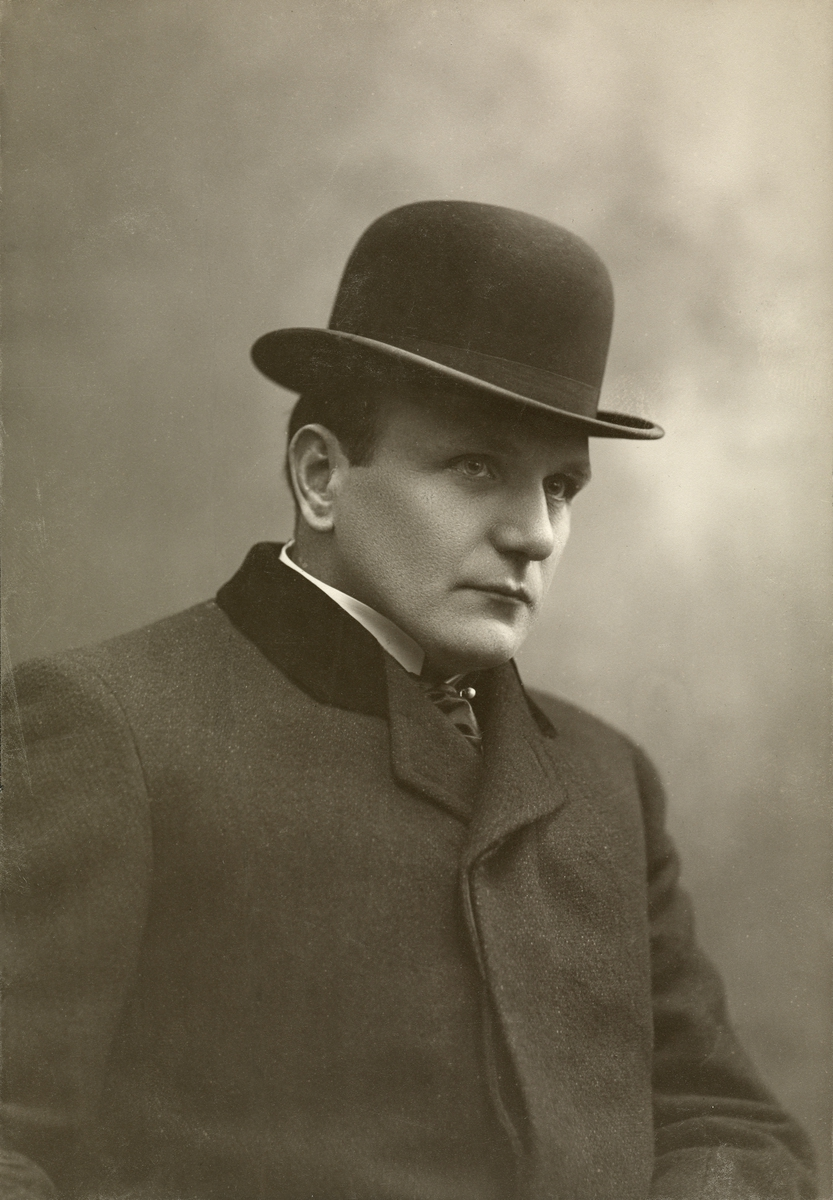
L'attore norvegese Egil Næss Eide, 1900
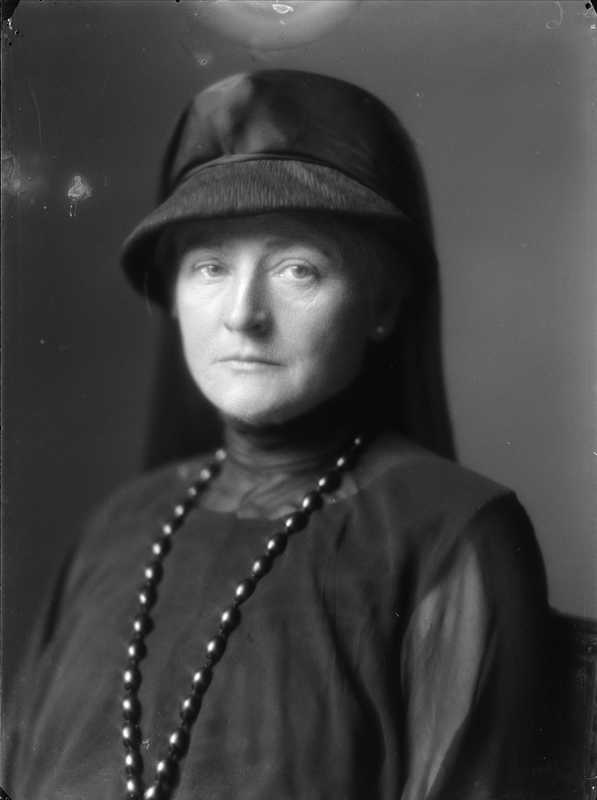
La scrittrice e giornalista norvegese Barbra Ring, 1920
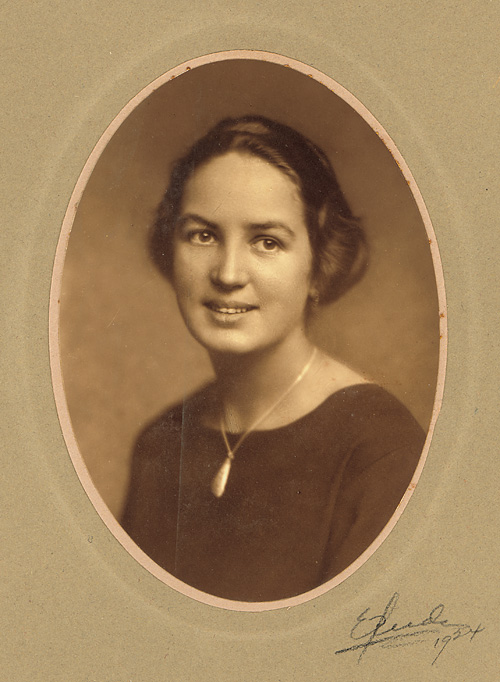
Ritratto della fotografa Johanna Elisabeth Meyer, 1924
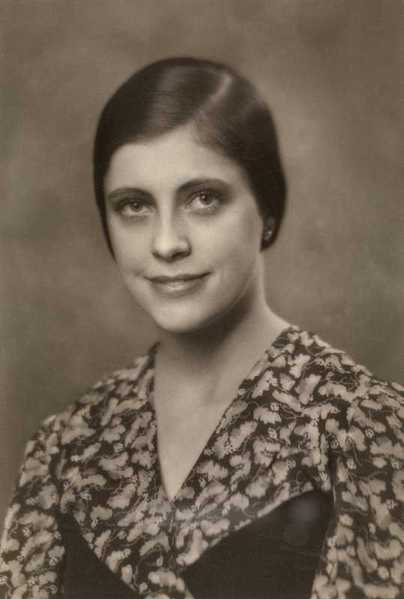
La ballerina e coreografa norvegese Marguerite Thoresen, conosciuta anche come Rita Tori, 1929
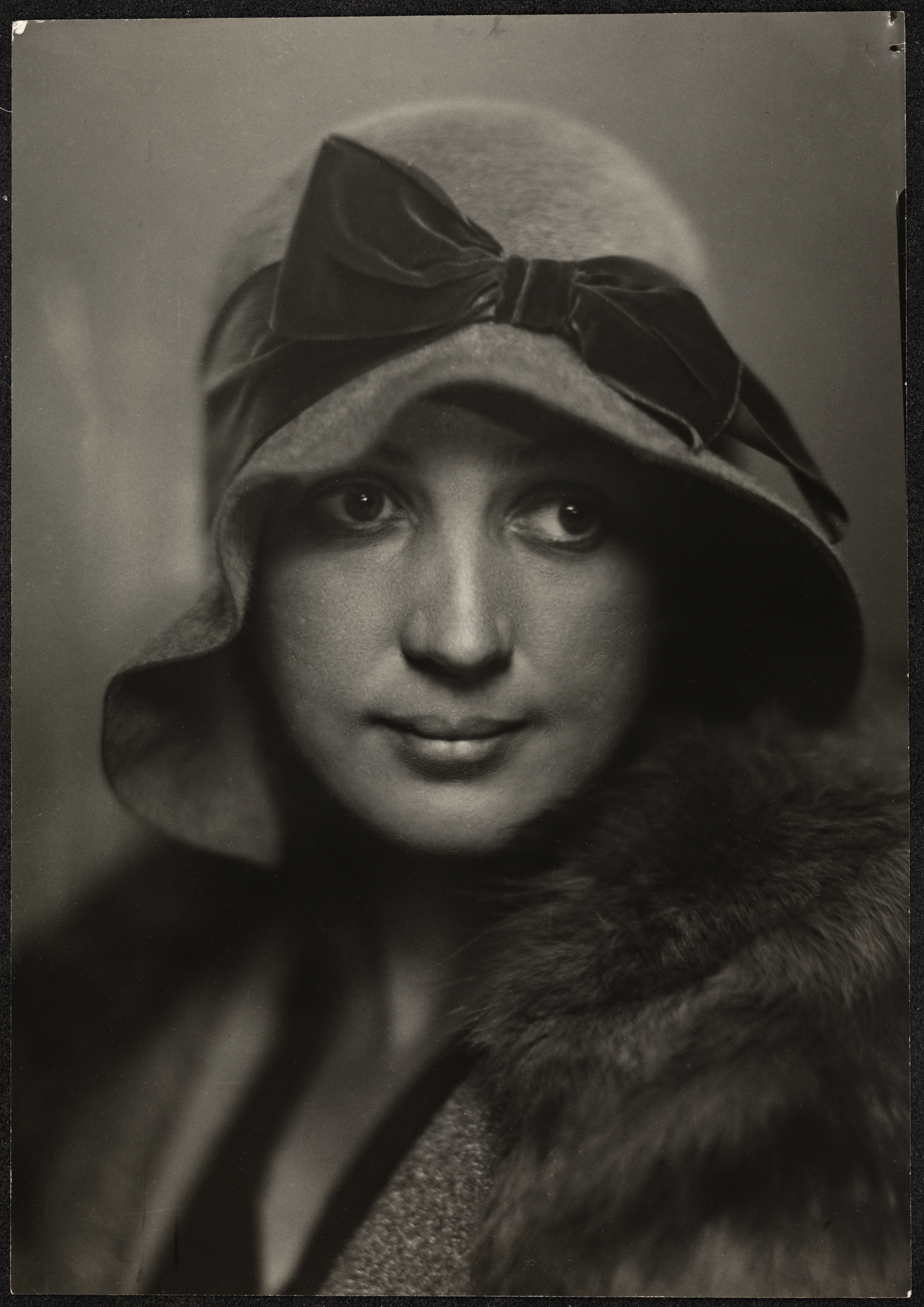
Ritratto della fotografa Johanna Elisabeth Meyer, 1930-33
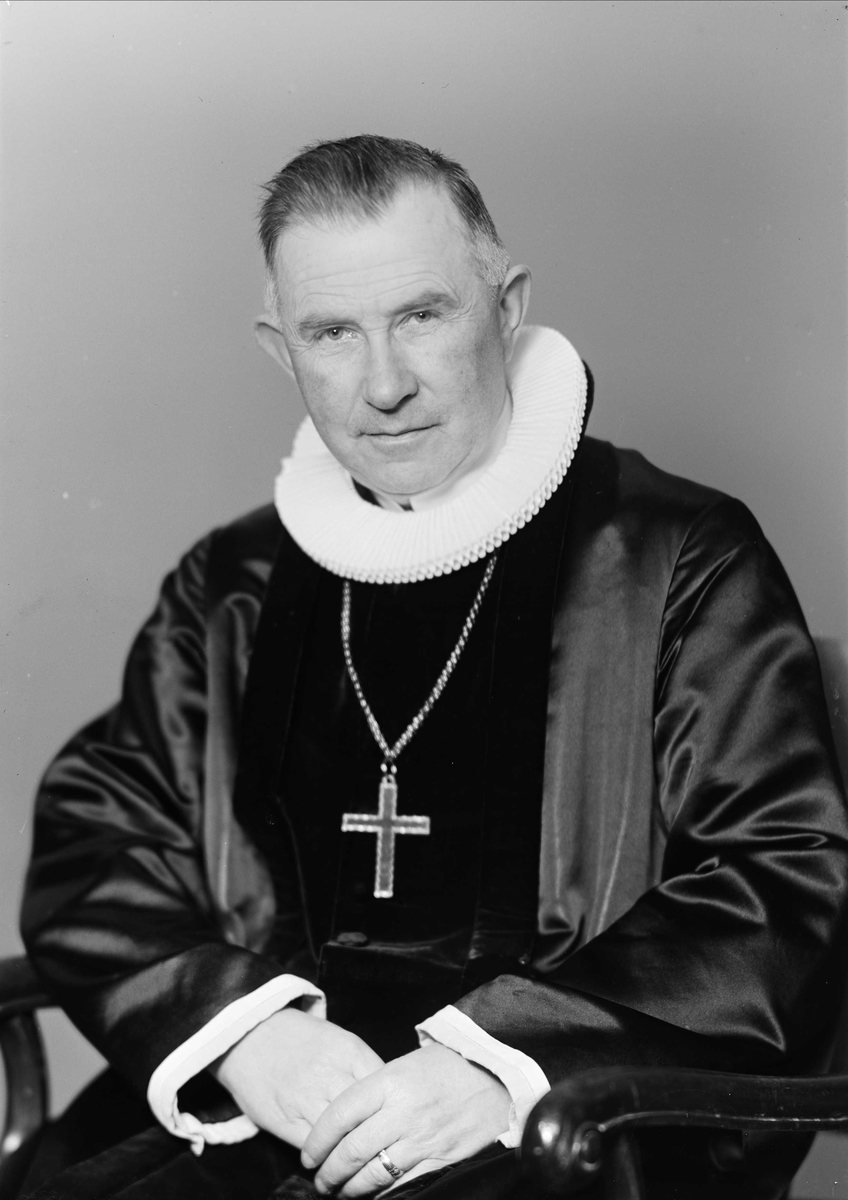
Ritratto del vescovo luterano Eivind Berggrav, 1940
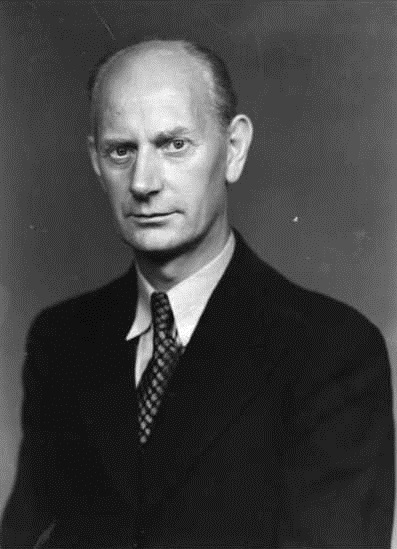
Il primo ministro Einar Gerhardsen, 1945
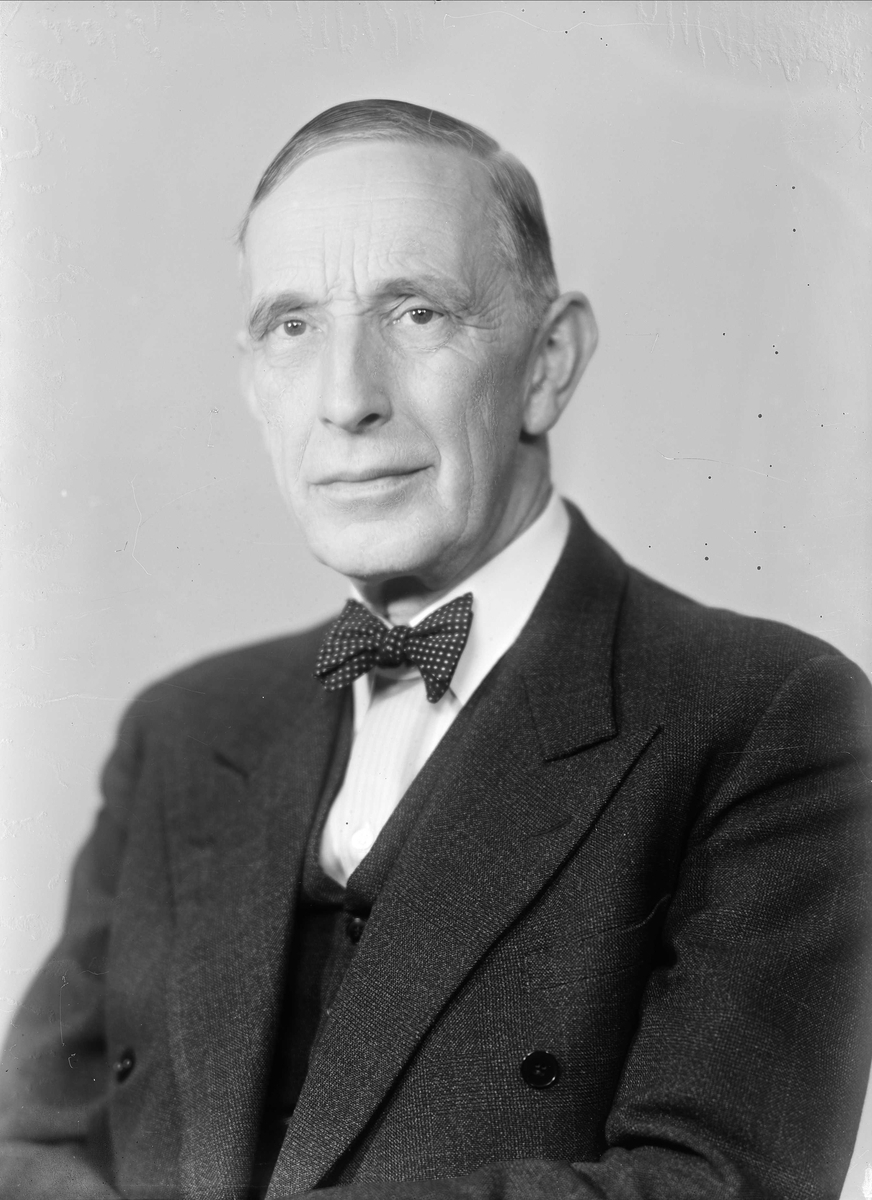
Il professore di anatomia norvegese Otto Lous Mohr, 1946
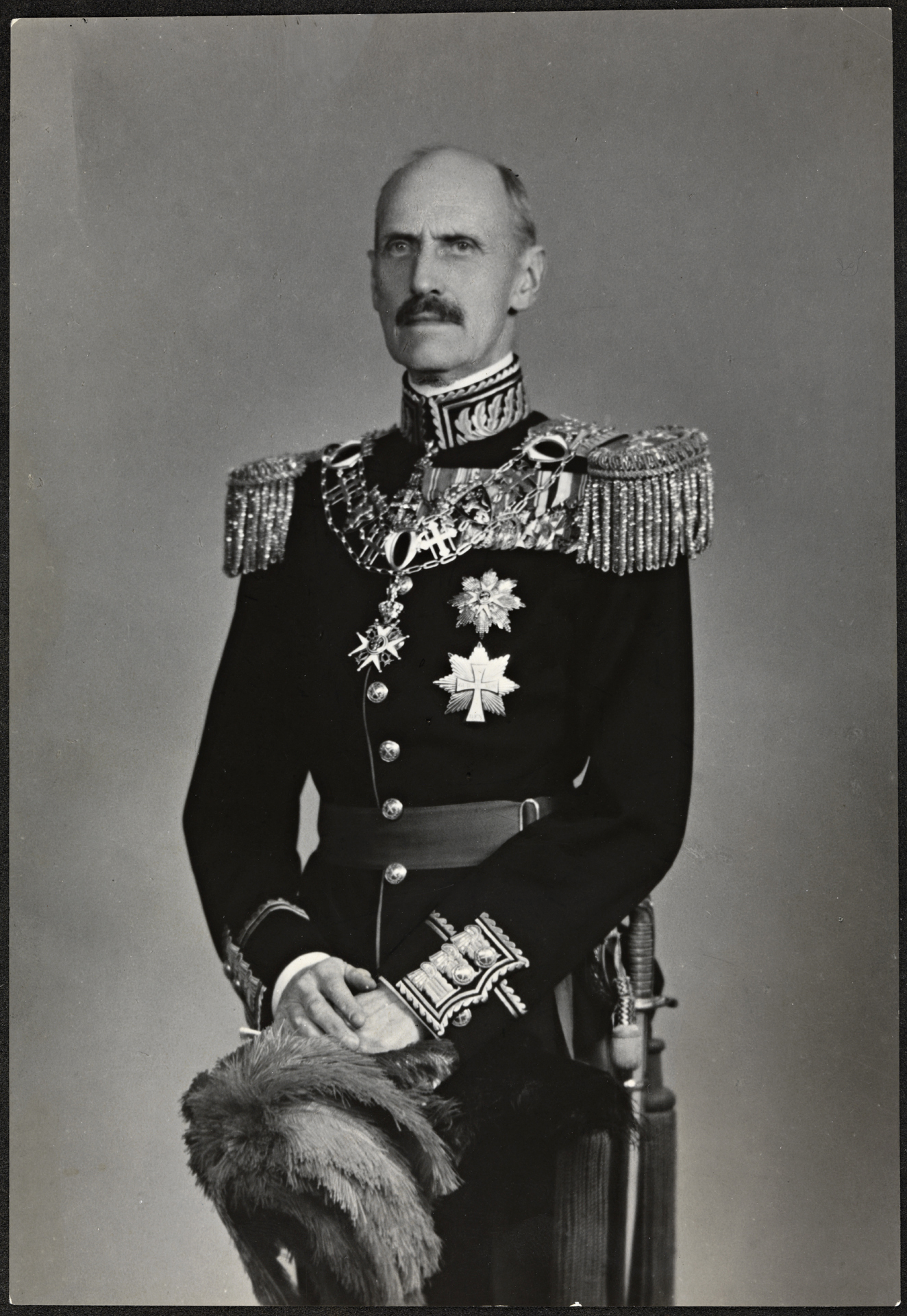
Il re Haakon VII di Norvegia, 1946